# Hypsioma steinbachi
Hypsioma steinbachi är en skalbaggsart som beskrevs av Dillon 1945. Hypsioma steinbachi ingår i släktet Hypsioma och familjen långhorningar. Inga underarter finns listade i Catalogue of Life.